# Nutak
Nutak est une ancienne communauté inuite et innue du Labrador dans la province canadienne de Terre-Neuve-et-Labrador.

## Géographie
L'établissement de Nutak était situé au nord du Labrador, sur la côte de la mer du Labrador dans les îles Okak, sur l'île Okak occidentale face à l'île Okak orientale.
Les deux îles Okak sont séparées par un chenal de forme concave orienté du sud-ouest vers le nord-est long d'environ 14 kilomètres et large de moins d'un kilomètre. Le chenal s'étire entre le détroit Ikkerasarsuk à l'extrémité sud-ouest et découvert à marée basse, et l'île Moores à l'extrémité nord.
Nutak était implantée sur la rive occidentale à mi-hauteur du chenal, autour d'une anse et sur une petite pointe arrondie immédiatement au sud rétrécissant le chenal entre les îles Okak à 250 mètres de large à marée basse et 550 mètres à marée haute. Des petits ruisseaux descendent des collines et arrosent la baie, tandis qu'un ruisseau plus important prenant sa source dans les collines de l'intérieur de l'île et traversant un lac se jette au nord de la baie (57° 29′ 35″ N, 61° 49′ 21″ O).
Les rives de la baie et de la pointe sont relativement plates et abritées sur une largeur allant de quelques mètres (entre la baie et la pointe) à près de 200 mètres (au fond de la baie). Elles sont entourées par les collines escarpées, la plus proche dominant la baie au sud-est par des pentes rocheuses raides et nues s'élève à 280 mètres d'altitude (57° 29′ 04″ N, 61° 51′ 17″ O).
La végétation se compose de toundra. Des boisements épars se trouvent dans les lieux abrités autour de la baie, notamment au nord au pied des collines.
Le site offrait des avantages pour un établissement, avec un rivage suffisamment plat et vaste pour accueillir un village disposant d'eau et de quelques boisements, relativement abrité des vents violents par les reliefs environnants, ouvert sur l'océan mais protégé de la houle de la mer du Labrador située au large des îles Okak. Toutefois, le lieu est isolé sur une île avec de maigres ressources en bois et dont les sources de nourriture sont essentiellement issues de la mer en l'absence de faune terrestre. Le climat polaire est particulièrement difficile, avec des hivers longs et rigoureux du fait du courant du Labrador et une humidité exceptionnelle du fait de la dépression d'Islande.

## Histoire

### Fondation de Nutak
Nutak s'est développé en tant que petit village que lorsque l'épidémie de grippe espagnole de la fin de 1918 a décimé la communauté d'Okak. Les familles inuites restées dans la région d'Okak après l'épidémie se sont rassemblées autour de Nutak, où un poste de traite de la Compagnie de la baie d'Hudson a été créé en 1919-1920. Les familles ont été visitées par des missionnaires de Hebron ou de Nain. Ces communautés ont donné aux Inuits une base pour chasser, piéger et pêcher.
Des postes de traite de la Compagnie de la baie d'Hudson étaient présents à Nutak et Okak.

### Déménagement des Innus de Davis Inlet à Nutak
Dans les années 1940, l'effondrement de la traite des fourrures et l'ouverture de la BFC Goose Bay, où de nombreux colons ont trouvé un emploi, ont accru les difficultés éprouvées par les Innus. À cette époque, les Innus étaient réduits à une pauvreté extrême et hésitaient à voyager loin à l'intérieur des terres, craignant la famine. Les Innus ont de plus en plus fait appel à l'aide du gouvernement de Terre-Neuve. En 1948, le gouvernement de Terre-Neuve, préoccupé par le fait que les Innus devenaient entièrement dépendants des secours, ferma le poste de traite de la Compagnie de la baie d'Hudson de Davis Inlet (Old Utshimassit) et décida de réinstaller les Innus à Nutak, sur l'île stérile d'Okak à près de 200 kilomètres plus au nord. L'intention du gouvernement en déplaçant les Innus était de les rendre productifs dans la pêche à la morue.
Sans consultation préalable, en 1948, le gouvernement de Terre-Neuve a déménagé les Innus de la Première Nation innue de Mushuau de Davis Inlet dans la petite communauté inuite de Nutak non loin d'Okak également implantée sur l'île Okak occidentale, au fond de la baie d'Okak, dans le nord du Labrador, promettant de meilleures possibilités de pêche et de chasse.
Les campements innus du poste de traite de Davis Inlet ont été transportés à Nutak dans la soute du navire Winnifred Lee. Après leur arrivée à Nutak, les Innus ont obtenu des tentes, des vêtements et de la nourriture. Il n'y avait pas d'arbres et les maisons n'étaient pas faites en bois. Les Innus ont passé quelques semaines à Nutak avant de déménager dans des secteurs des baies, y compris la baie d'Okak. Les Inuits avaient un mode de vie très différent de celui des Innus, l'un étant orienté vers la mer (Inuits) et l'autre orienté vers la terre (Innus). Les épinettes noires, abondantes plus au sud, étaient absentes de Nutak. Le style de vie des Innus changea. Ils se rendaient dans la baie d'Okak pour pêcher.
Pendant leur séjour à Nutak, les hommes effectuaient un travail servile, coupant du bois de chauffage pour la petite communauté inuite qui s'y trouvait. Les Innus qui dépendaient du caribou des bois pour se nourrir, se vêtir et avaient un mode de vie axé sur le caribou des bois devaient maintenant commencer à chasser les phoques.
Nutak était en territoire inuit, qui était dépourvu d'arbres et étranger à la culture innue. À la fin du deuxième hiver, les Innus sont retournés à Davis Inlet.
Cependant, deux ans plus tard, les Innus ont surpris les représentants du gouvernement en retournant à Davis Inlet
, après avoir regagné l'intérieur du Labrador à pied. Le gouvernement a continué d'envisager la réinstallation des Innus et, en 1967, sous la pression des fonctionnaires et des missionnaires, les Innus de Davis Inlet ont déménagé et se sont installés sur l'île Iluikoyak tout au long de l'année, établissant la communauté de Davis Inlet (connue sous le nom d'Utshimasits par les Innus).

### Fermeture de l'établissement de Nutak
Après l'entrée de Terre-Neuve dans la confédération canadienne en 1949, la volonté du gouvernement provincial de centraliser la prestation des services sociaux a entraîné la fermeture des deux établissements inuits les plus au nord. 
Afin de résoudre les problèmes liés à la pauvreté et les mauvaises conditions de vie chez les Inuits du nord du Labrador, la province de Terre-Neuve a organisé en 1956 une conférence d'experts blancs sans inviter les Autochtones. La province voulait créer des emplois pour les Autochtones et ouvrir davantage le territoire au développement des ressources. La conférence décida que les activités minières et des emplois allaient remplacer la chasse et la pêche au Labrador.
Dans le même temps, les coûts élevés de la prestation de services aux collectivités éloignées du Labrador ont incité le gouvernement provincial, la Grenfell Association et l'Église morave à fermer les communautés inuites de Nutak et d'Hebron dans les années 1950 et à reloger les résidents à Nain, Hopedale et Makkovik.
Des cas de tuberculose sont apparus à Nutak et Hebron du fait des mauvaises conditions de logement. Des familles réunies dans de petites maisons à Nutak créaient les conditions d'une transmission rapide de la maladie.
Le gouvernement affirmait ne pas être capable d'offrir aux résidents de ces communautés la même qualité de services qu'ailleurs au Canada. Terre-Neuve choisit de relocaliser les résidents des deux communautés les plus nordiques du Labrador, Hebron et Nutak.
Dans un mémorandum interne daté du 29 septembre 1955, W. Rockwood, un fonctionnaire provincial, a averti que le département « n'est pas actuellement organisé, doté en personnel ou équipé pour entreprendre un programme de cette ampleur [c'est-à-dire la relocalisation de deux communautés] ». Néanmoins, en avril 1956, la fermeture de Nutak fut ordonnée.
Le magasin géré par le gouvernement de Terre-Neuve (Division of Northern Labrador Affairs) à Nutak fut fermé en 1956. Quelque 200 Inuits se sont retrouvés sans autre choix que de suivre les souhaits des administrateurs et de se déplacer vers le sud, où les matériaux pour les nouvelles maisons de bien-être public les attendaient à Nain, Hopedale, Makkovik et North West River. Quelques familles, préférant l'environnement familier du nord du Nord, ont plutôt migré vers Hebron, une communauté située à 210 kilomètres au nord de Nain.
Mais la fermeture de Nutak isola Hebron encore plus loin du réseau de services. Le lundi de Pâques 1959, les représentants du gouvernement de Terre‑Neuve, de l'Église morave et de l'International Grenfell Association annoncèrent leur décision de fermer la mission de Hebron. En octobre 1959, les quelque 300 membres de la communauté ont été évacués et déménagés au sud vers Nain, Hopedale et Makkovik. 

## Nutak de nos jours
Il ne reste quasiment aucune trace de la communauté de Nutak en 2020, les tentes et les habitations principalement composées de bois ayant disparu au fil des années.
Les descendants des familles relocalisées continuent de régulièrement chasser et pêcher près des communautés qui furent fermées dans les années 1950.
Le gouvernement de Terre-Neuve-et-Labrador a présenté officiellement ses excuses auprès des Inuits du Labrador en janvier 2005 pour la réinstallation de Nutak et d'Hebron.
Un mémorial a été officiellement dévoilé en 2012 sur le site de l'ancienne communauté. Le mémorial comprend les noms des anciens résidents, ainsi que le texte des excuses officielles.
Un mémorial similaire avait été dévoilé à Hebron en 2009.